# Alejandro Martínez Sánchez
Alejandro "Álex" Martínez Sánchez (Sevilla, 12 d'agost de 1990) és un futbolista professional andalús que juga com a lateral esquerre al CE Eldenc.

## Carrera de club
Martínez es fa formar al planter del Reial Betis, i va debutar com a sènior a l'equip C el 2010. Després de jugar regularment amb el Real Betis B a la segona divisió B, va debutar amb el primer equip l'11 de maig de 2011, jugant com a titular en una victòria per 3–1 a casa contra el CD Tenerife a la segona divisió.
El 27 d'agost de 2011, mentre encara formava part de l'equip B, Martínez va debutar a La Liga, entrant als darrers minuts del partit com a suplent de Jefferson Montero en una victòria per 1–0 a fora contra el Granada CF. Després de jugar poc durant la temporada (tres partits, 117 minuts de joc), fou promocionat definitivament al primer equip l'estiu de 2012.
El 16 d'agost de 2013, Martínez va renovar el seu contracte amb els verd-i-blancs fins al 2017, i fou immediatament cedit al Reial Múrcia CF de segona divisió. Va marcar el seu primer gol com a professional el 12 d'octubre, l'únic del partit en una victòria sobre el Girona FC.
El 10 de novembre de 2014, Martínez va patir una greu lesió de genoll que el va tenir apartat dels terrenys de joc durant set mesos. Va tornar als camps el 7 de juny de l'any següent, substituint Francisco Portillo en una derrota per 0–3 a casa contra l'Sporting de Gijón.
El 18 d'agost de 2015, Martínez fou cedit a l'Elx CF per un any. Després de retornar al Betis, va jugar al primer equip, però principalment com a suplent del nou fitxatge Riza Durmisi.
El 26 de juny de 2017 va quedar lliure, i va signar contracte per dos anys amb el Granada CF, acabat de descendir de primera. Titular habitual en la seva primera temporada, va patir diverses lesions fins que va perdre la titularitat en favor de Quini en la seva segona temporada, que va acabar en promoció.
Martínez va jugar encara menys la temporada 2019–20, després que Carlos Neva fos promocionat al primer equip. El 29 de setembre de 2020, després que hagués jugat només un partit en tota la temporada, va acabar contracte.
El 2 de febrer de 2021, Martínez fitxà per l'Hèrcules CF de Segona B.